# 수역주자록
《수역주자록》(殊域周咨錄)은 중국 명(明)의 행인사행인(行人司行人)과 형료우급사중(刑科右给事中)을 지냈던 엄종간(嚴從簡)이 명 신종(明神宗) 만력(万历) 2년(1574년)에 처음으로 쓰기 시작해 1583년에 완성한 책으로, 명의 변경의 역사와 대외 교통사에 관한 내용을 담고 있다.
명대의 대외관계와 당시의 세계 여러 나라와 지역의 사정을 연구하는데 중요한 문헌사료적 가치를 지니고 있다.

## 개요
저자 엄종간의 별호는 소봉자(绍峰子)로 명대 절강(浙江) 가흥부(嘉禾府) 사람이다. 가정(嘉靖) 38년에 진사로 급제하였으며 여원현승(婺源县丞)과 양주동지(扬州同知)를 지내고 후에 행인사(行人司)에 들어가 행인이 되었으며 형료우급사중의 관직에 올랐다.
명 왕조 시절 중국은 전대와 달리 해금정책을 펼쳐 자국인의 해양 진출을 규제하면서도 주변 국가, 해외 국가와의 왕래가 밀접하였는데, 홍무제(명 태조)가 사신을 명 주변의 조선, 류큐(琉球), 일본(日本), 안남(安南), 진랍(真腊), 스리위자야, 코지코드, 헤라트, 사마르칸트 등의 나라로 보냈으며, 영락제(명 성조) 때에는 삼보태감(三寶太監) 정화(鄭和)를 보내어 서쪽으로 아프리카 대륙까지 원정 함대를 보냈다.
엄종간이 근무했던 행인사(行人司)는 홍무제가 세운 것으로 국외 사무를 맡았으며, 외국으로부터 온 사신들과의 접촉 기회가 많았고 자연스럽게 중국의 변경 및 해외 국가들의 상황을 접하고 무수한 내부 문건들을 접할 수 있는 곳이었다. 엄종간은 행인사 내에 보관되어 있는 외국 관련 자료에 근거해 이 책을 찬술하였으며, 그리하여 그 내용이 풍부할 뿐만 아니라 정확도도 상당히 높다.
엄종간은 이 책을 집필할 때 많은 전대 인사들의 저서를 참고하였는데, 역사 기록은 책에서 찾아볼 수 있지만 중국과 외국을 오가는 내부 문서는 외부에서 찾아보기 힘들다. 그는 옛것보다는 현실을 중시하는 후금박고(厚今薄古)의 전통에 따라 당대의 사건을 주로 기술하여, 명에서 외국으로 가는 사신들에게 참고 자료로 삼았던 것으로 보인다.
《수역주자록》은 여진족을 동북이(東北夷)로 분류하였다는 이유로, 훗날 만주족이 세운 청(清) 왕조에서는 금서 취급을 당하였다.

## 내용
《수역주자록》은 모두 24권으로 이루어져 있으며, 당대 변강 각국과 해외 국가의 인문·풍토·지리 및 중국과의 왕래를 중점적으로 서술하고, 주변 국가를 지리적 위치별로 동이·서융·남만·북적으로 나누었으며 총 38개 조항을 설정하고 있다.
- 동이: 조선, 일본, 류큐
- 남만: 안남, 점성(占城), 진랍(真臘), 섬라(暹羅), 만랄가(滿剌加), 조과(爪哇), 삼불제(三佛齊), 발니(浡泥), 쇄리(瑣里), 소문답랄(蘇門答剌), 석란(錫蘭), 소록(蘇祿), 마랄(麻剌), 홀로모사(忽魯謨斯), 불랑기(佛郎機)
- 서융: 토번(吐蕃), 불림(拂菻), 방갈라(榜葛剌), 묵덕라(默德那), 천방(天方), 토로번(土魯番), 합밀위(哈密卫), 적근몽고(赤斤蒙古), 안정위(安定卫), 아단위(阿端卫), 곡선위(曲先卫), 간동위(罕東卫), 화주(火州), 철마아간(撒馬兒罕), 역력파력(亦力把力), 우전(于闐), 합열(哈烈)
- 북적: 달단(韃靼), 올량합(兀良哈)
- 동북이: 여진[3]

본서는 중국 주변의 여러 소수민족들과 중앙아시아, 서아시아, 동남아시아, 남아시아의 여러 나라들과 지역의 지리, 정치, 풍속, 물산, 명 왕조와의 관계 등을 상세히 기술하였으며, 심지어 관련 시문까지 곁들이고 있다. 그리고 필요한 대목에서는 저자 엄종간 자신의 주견까지도 피력하였다. 예컨대 가정 연간에 불랑기인 즉 포르투갈인들이 광동 연해에 불법 침입한 사건을 계기로 명 왕조는 외국 선박의 출입을 금지시키고 이미 허가된 조공무역마저도 취소하는 강경조처를 취하였다. 이에 대해 조정 내에서 의론이 분분할 때, 엄종간은 중국을 침범하지 않는 자와의 통상은 '유익무해'하지만 일본이나 불랑기(포르투갈) 같이 상호교역을 무시하고 일방적인 침략 행위를 자행하는 자와의 통상은 '유해무익'하니 절대로 그들과 통교해서는 안 된다고 주장하였다. 이후 엄종간의 아들 엄기점(嚴其漸)이 《수역주자록》 권10에 ‘서북이고’(西北夷考)라는 서문을 쓰면서 "만이가 중국에 위협이 있지만 더욱 경계해야 할 것은 북로남왜다."라고 주장하였다.
그 밖에도 당시 불랑기(포르투갈)로부터 새롭게 유입된 총(銃)의 제조법과 성능 등을 구체적으로 소개하고 있다.

## 판본
- 북경도서관 만력년각본(北京图书馆万历年刻本) - 《수역주자록》권24에 여진이 실려 있는데 여진을 동북이로 분류하고 있어 청 왕조 시절에는 금서로 지정되었고 간본이나 사본도 없다.
- 고궁박물원(故宫博物院) 소장본 - 민국 19년(1930년) 연자본(民国十九年铅字本). 현행본은 이 고궁박물원본을 저본으로 한다.[1]